# 빌레알

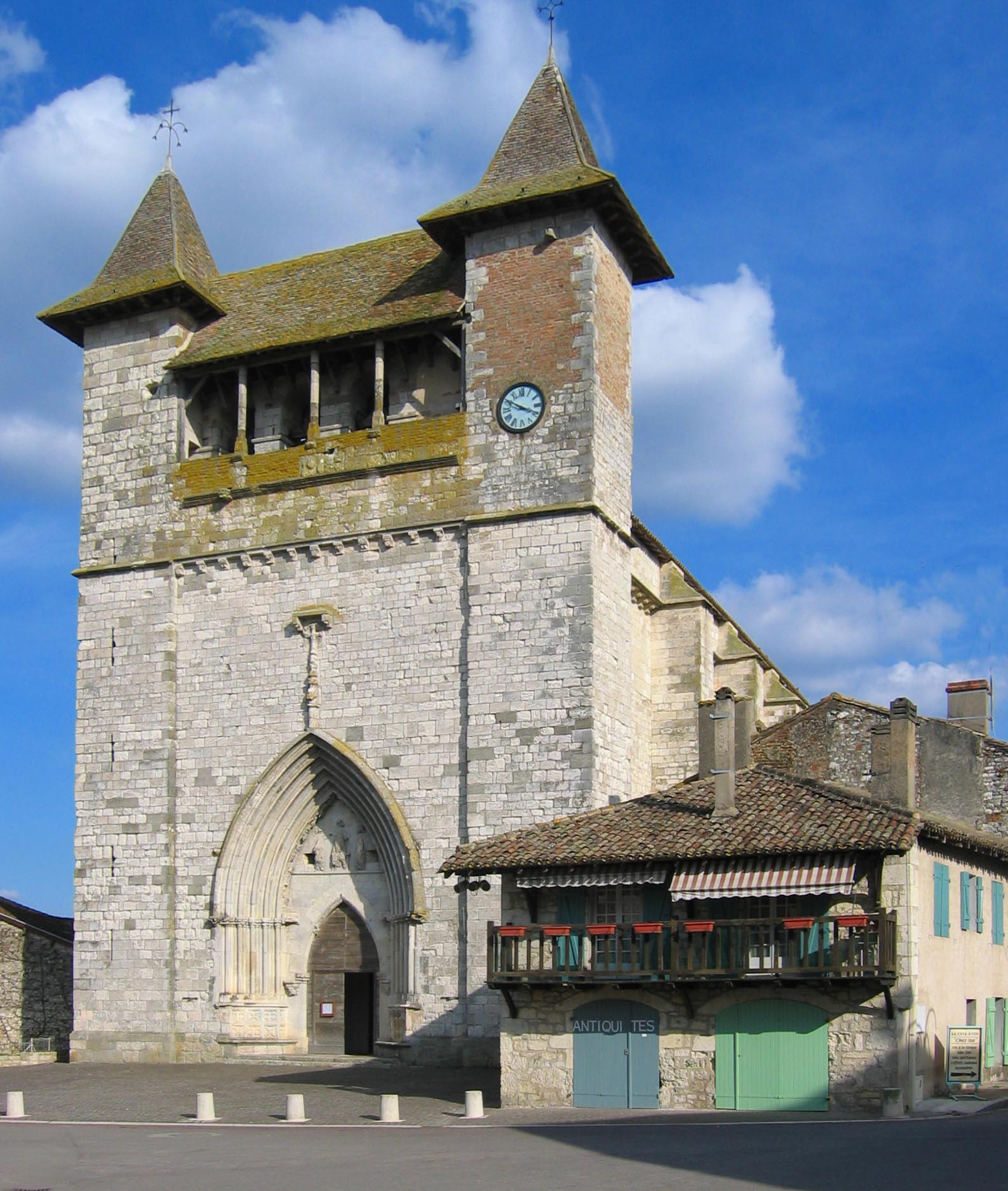
빌레알 교회

빌레알(프랑스어: Villeréal)은 프랑스 아키텐 로트에가론주에 위치한 도시로 면적은 13.92km2, 인구는 1,186명(1999년 기준), 인구 밀도는 85명/km2이다.

시 문장